# Синагоги в Дюссельдорфе

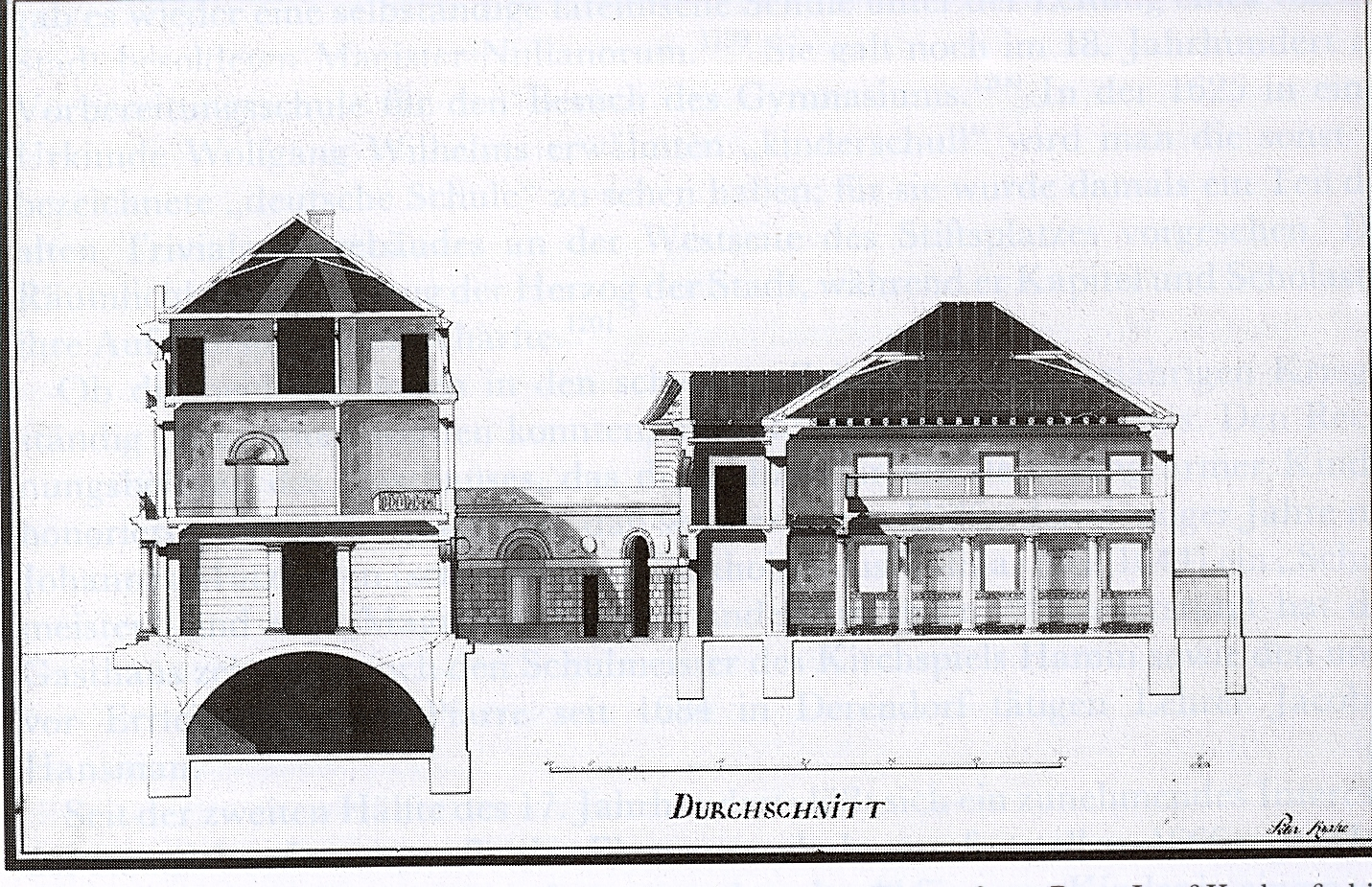
Общинный центр (дом раввина и синагога) в стиле классицизма в 1792 году

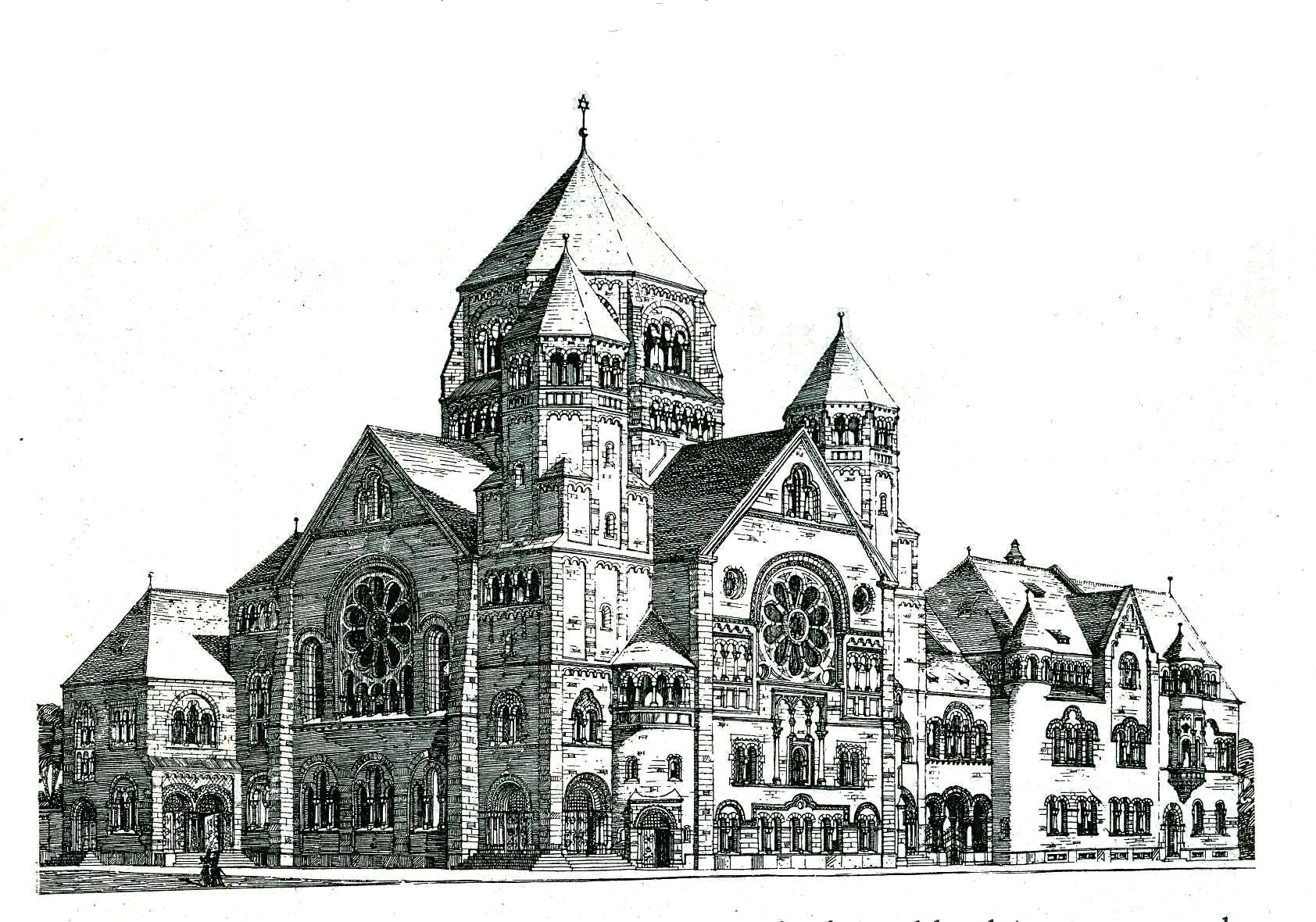
Вид на «Большую синагогу» с домом общины на Казерненштрассе (1903-1938 годы)

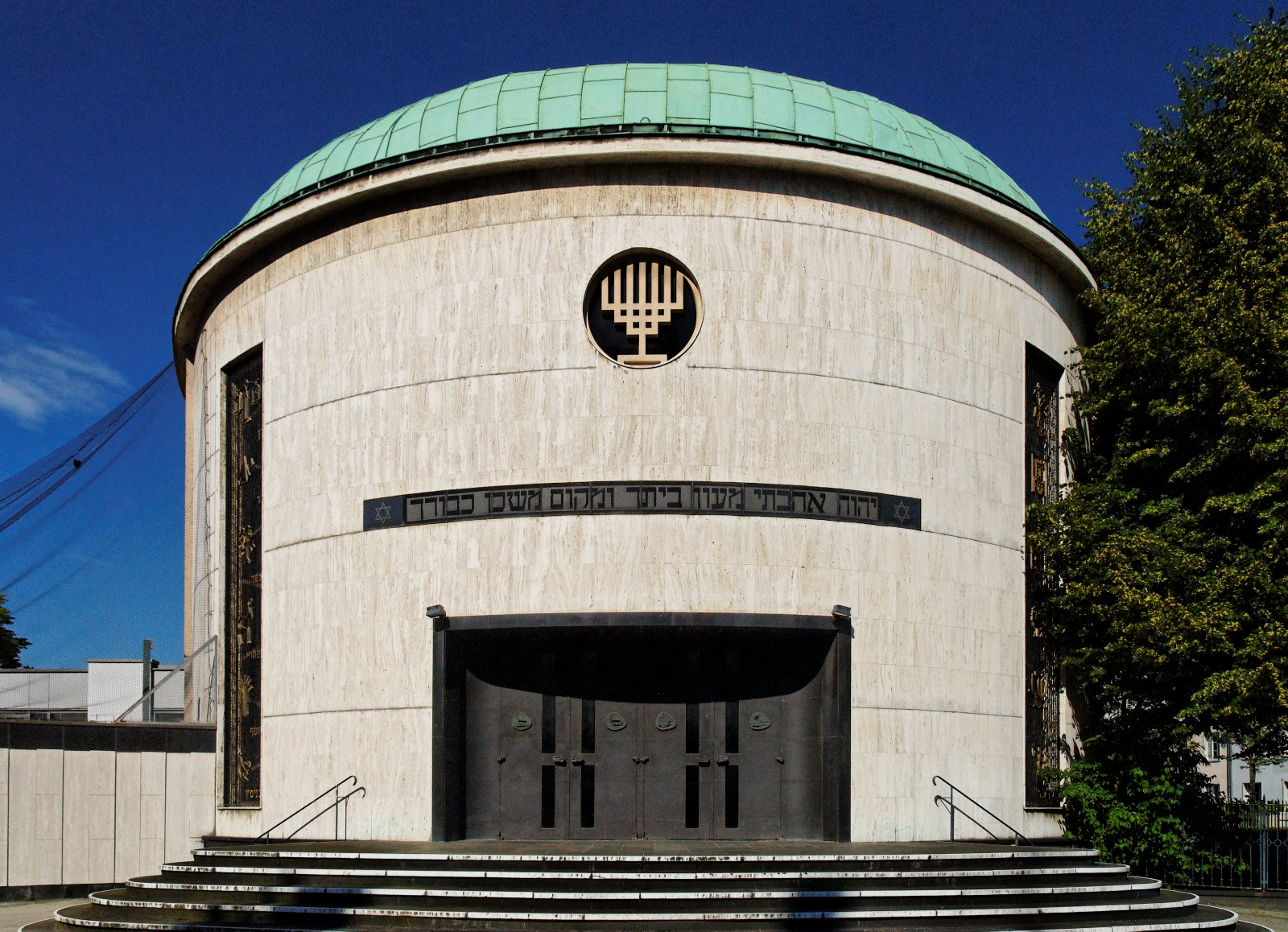
«Новая синагога» на углу Цитенштрассе и площади Пауля Шпигеля (освящена в 1958 году)

Документы свидетельствуют об истории трёх синагог Дюссельдорфа: в центральной части города (существующей и поныне), Бенрате и Герресхайме.

## История

### Синагоги в центральной части Дюссельдорфа
Известная из литературных источников история синагоги начинается с 1712 года, когда вне старой части города, в Унтербильке по адресу Нойссер Штрассе 25 был открыт Зал молитвы и собраний. В 1758 году он был конфискован в пользу города. Верующие евреи были вынуждены молиться в частном секторе и возникла необходимость приобретения земельного участка и постройки собственной синагоги.
После приобретения участка земли по адресу Казерненштрассе, 17—19 (бывшая территория военных казарм) в конце XVIII века здесь была построена «старая» синагога. Её первый проект, положенный в основу сооружения, был разработан в 1790 году известным немецким архитектором Петером Йозефом Крае, в то время профессором Дюссельдорфской академии художеств (в настоящее время в Брауншвайге учреждена ежегодная архитектурная премия его имени). Синагога была построена в 1790—1792 годах. Надзор за строительством осуществлял архитектор Кёлер, внёсший в первоначальный проект ряд существенных изменений. В связи с ростом количества членов еврейской общины Дюссельдорфа (массовая иммиграция) в 1873—1875 годах была проведена реконструкция и расширение синагоги.
В 1903 году на Казерненштрассе по проекту немецкого архитектора Йозефа Клезаттеля в неороманском стиле была построена новая, так называемая «большая» синагога. Её освящение состоялось в 1904 году. Часть еврейской общины отказалась проводить в этой синагоге свои молебны, поскольку в ней был установлен орган. Эти ультраортодоксальные иудеи начали в 1904 году проводить богослужения по адресу Билькер Штрассе, 37, а позже на Постштрассе, 4.
В ходе еврейских погромов «Хрустальной ночи» 10 ноября 1938 года синагога была подожжена и к 29 ноября того же года разрушена.
После окончания Второй мировой войны, еврейская община, значительно сократившаяся в численности, использовала для богослужений большой зал заседаний верховного земельного суда Дюссельдорфа, а с 1948 года перешла на Арнольдштрассе 6 в Пемпельфорте.
С 1953 года начинается проектирование нового здания синагоги, которая была через пять лет построена и в присутствии Франца Майерса (министр-президент Северного Рейна-Вестфалии) 7 сентября 1958 года торжественно освящена.

### Синагога в Бенрате
Ещё до присоединения Бенрата к Дюссельдору в нём была официально зарегистрирована еврейская община, объединявшая Бенрат, Урденбах, Хильден и Химмельгайст. Небольшая синагога была построена в промежуток времени между 1863-1892 годами рядом с католической церковью Бенрата по адресу Фридхофштрассе 11. Из-за малого количества верующих иудеев богослужения совершались только в большие праздники. Количество мест составляло 35.
10 ноября 1938 года синагога была подожжена и сгорела дотла. После 1945 года речи о постройке новой синагоги не велось, поскольку в Бенрате евреев практически не осталось. О синагоге напоминает памятная доска, вмонтированная в мостовую улицы.

### Синагога в Герресхайме
В Герресхайме также функционировала самостоятельная синагога. С 1875 по 1907 год она стояла на современной улице Синагогенвег. После Второй мировой войны на здании синагоги была повешена табличка, утверждавшая, что здание находится под охраной закона как исторический и архитектурный памятник. Так как евреев в Герресхайме практически не осталось, то союз молодёжи предложил организовать в здании музей жертв нацистского режима. Но 25 февраля 1984 года (не 1985 года, как написано на памятном знаке) возник пожар и здание сгорело. Руины не подлежали восстановлению и в 1987 году, в рамках оздоровления территории, они были снесены. Сейчас о синагоге напоминает только памятный знак.